# Eurychelus marmoratus
Eurychelus marmoratus är en skalbaggsart som beskrevs av Blanchard 1850. Eurychelus marmoratus ingår i släktet Eurychelus och familjen Melolonthidae. Inga underarter finns listade i Catalogue of Life.